# NGC 2976
NGC 2973 je spirální galaxie v souhvězdí Velké medvědice. Od Země je vzdálená 11,9 milionů světelných let. Objevil ji William Herschel 8. listopadu 1801.

## Pozorování
Na obloze leží 1,3° jihozápadně od galaxie Messier 81 a dá se najít i menšími hvězdářskými dalekohledy. Středně velký dalekohled ji ukáže jako nápadně oválnou mlhavou skvrnu bez středového zjasnění.

## Vlastnosti
NGC 2976 je členem skupiny galaxií M81, která se nachází ve vzdálenosti přibližně 11,7 Mly (3,6 Mpc) od Země.
Je to pekuliární galaxie, jejíž třída je SAc pec. Vzhled jejího disku je zajímavý, náhodně posetý tmavými pásy a zhuštěnými hvězdnými oblastmi. Tento vzhled je pravděpodobně důsledkem blízkého setkání s jejími sousedy,
které proběhlo před zhruba 500 miliony let.